# Dāmāsh
Dāmāsh (persiska: Dāmash, Dāmāshak, دامش, داماش) är en ort i Iran.   Den ligger i provinsen Gilan, i den nordvästra delen av landet, 190 km nordväst om huvudstaden Teheran. Dāmāsh ligger 1 741 meter över havet och antalet invånare är 251.
Terrängen runt Dāmāsh är kuperad åt nordost, men åt sydväst är den bergig. Runt Dāmāsh är det ganska glesbefolkat, med 45 invånare per kvadratkilometer. Närmaste större samhälle är Jīrandeh, 6,3 km söder om Dāmāsh. Trakten runt Dāmāsh består till största delen av jordbruksmark.